# Cavalo-alado

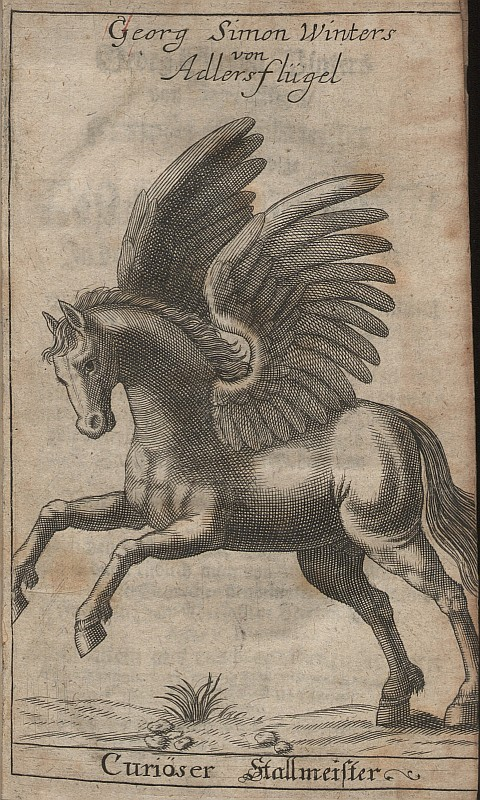
Representação em um desenho do ano 1680 do cavalo alado

Cavalos-alados são equinos dotados de asas. Seres imaginários que habitam as lendas e mitos gregos e romanos. São vistos como animais de coração puro e de grande poder de destruição. Os exemplos de cavalos-alados lendários mais conhecidos são o Pégaso e o Hipogrifo.